# Servei Valencià d'Ocupació i Formació
El Servici Valencià d'Ocupació i Formació (LABORA) és l'organisme autònom de la Generalitat Valenciana encarregat de gestionar les polítiques d'ocupació i de formació professional i la intermediació entre oferents i demandants en el mercat de treball i l'orientació laboral del País Valencià, de manera coordinada amb uns altres organismes administratius de la Generalitat Valenciana.

## Història
Fou creat com a SERVEF l'any 2000 per la Llei 3/2000 després del transpas de competències en la matèria que l'Instituto Nacional de Empleo (INEM) espanyol en favor del Govern de la Generalitat Valenciana. D'aquesta manera es crea la Conselleria d'Ocupació amb Rafael Blasco (PP) al capdavant el 1999, posteriorment l'organisme ha estat integrat a diverses conselleries.
A l'octubre de 2018, essent Enric Nomdedéu Secretari Autonòmic d'Ocupació i Director General del SERVEF, va canviar el nom a LABORA.
Actualment (Xa legislatura) el LABORA depèn de la Conselleria d'Economia Sostenible, Sectors Productius, Comerç i Treball.

## Funcions[5]

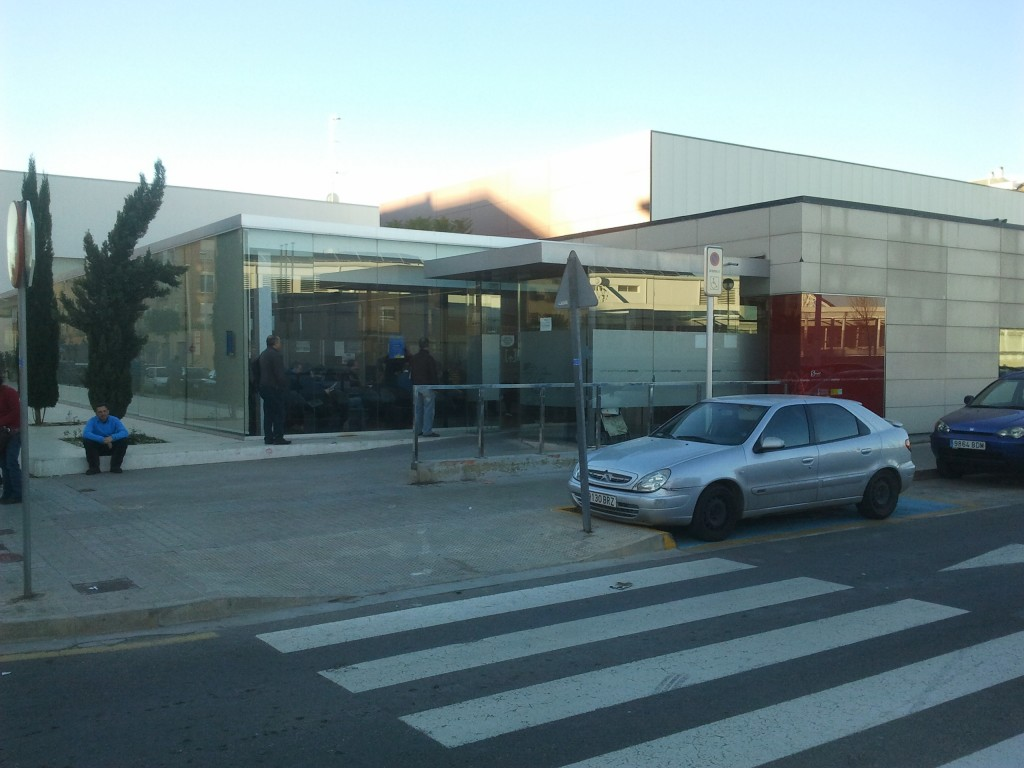
Centre SERVEF a Catarroja

El Servici Valencià d'Ocupació i Formació s'encarrega de l'impuls i l'execució de la política de la Generalitat Valenciana en matèria d'intermediació en el mercat de treball i d'orientació laboral, les polítiques actives d'ocupació i de formació professional, tant ocupacional com contínua, tot amb una gestió territorialitzada pròxima al ciutadà mitjançant la xarxa de centres SERVEF i els centres col·laboradors i associats.
En l'àmbit de la Inserció Laboral:
- Prestar els serveis d'intermediació laboral afavorint unitats de desenvolupament territorial a comarques amb especial problemàtica de desocupació, i executar les competències en matèria d'agències privades de col·locació.

En l'àmbit de la Formació Professional:
- Planificar, executar i controlar les accions i programes de Formació Professional Ocupacional i Continua, i portar les actuacions del Programa Nacional de Formació, en el marc autonòmic.

En l'àmbit de polítiques actives d'ocupació:
- Impulsar, desenvolupar i executar els programes de creació d'ocupació entre els col·lectius d'aturats, especialment per als més discriminats.